# Euproctis auriflua
Euproctis auriflua är en fjärilsart som beskrevs av Ignaz Schiffermüller 1775. Euproctis auriflua ingår i släktet Euproctis och familjen tofsspinnare. Inga underarter finns listade i Catalogue of Life.